# Тут і зараз (фільм, 2024)
«Тут і зараз» (англ. Here) — американський драматичний фільм 2024 року, знятий і спродюсований Робертом Земекісом, який написав сценарій разом з Еріком Ротом. Фільм заснований на графічному романі Річарда Макгвайра 2014 року. У головних ролях знялися Том Генкс, Робін Райт, Пол Беттані та Келлі Райллі.
Фільм «Тут і зараз» вперше показали на кінофестивалі AFI Fest 25 жовтня 2024 року, а потім випустили в кінотеатрах США 1 листопада 2024 року компанією TriStar Pictures через Sony Pictures Releasing. Критики дали стрічці змішані відгуки.

## Сюжет
Кожне місце має власну історію. І як не крути, а звичайний будинок у Новій Англії може розповісти чимало: від майбуття до давно минулих часів, як-от часи Громадянської війни. Або навіть зануритися в період, коли місцевими галявинами бродили мамонти. Це історія однієї родини й водночас сотні інших родин, які жили, кохали, втрачали та боролися за щастя саме тут, у цьому нічим не примітному будинку.

## У ролях
| Актор           | Роль          |
| --------------- | ------------- |
| Том Генкс       | Річард Янг    |
| Робін Райт      | Маргарет Янг  |
| Пол Беттані     | Ел Янг        |
| Келлі Райллі    | Роуз Янг      |
| Мішель Докері   | Полін Гартер  |
| Офелія Ловібонд | Стелла Бікман |
| Джемайма Рупер  | Вірджинія     |

## Виробництво
У лютому 2022 року було оголошено про екранізацію фільму «Тут і зараз» Річарда МакГуайра, продюсери — Playtone та ImageMovers, сценарій — Ерік Рот, режисер — Роберт Земекіс, головну роль — Том Генкс. Згідно з Deadline, щоб знайти інвесторів, аукціон на права на фільм мав бути організований CAA, яка представляє Hanks, Playtone і Roth, і WME, яка представляє Zemeckis і ImageMovers.
Невдовзі після аукціону, у травні 2022 року, інвестори Miramax і Sony, а також продюсери зробили спільне оголошення, Miramax приєднався як міжнародний торговий агент, а Sony Pictures отримала права на розповсюдження в Сполучених Штатах. Робін Райт була обрана до оголошення інвестора; у вересні приєдналися Пол Беттані та Келлі Рейлі, а потім Роберт Земекіс у лютому 2023 року та Мішель Докері та Гвілім Лі у квітні. Він возз’єднує Хенкса та Райт, а також Земекіса, Рота, оператора Дона Берджесса та композитора Алана Сільвестрі вперше за 30 років після виходу 1994 року «Форреста Гампа». 
Виробництво, яке планувалося розпочати у вересні 2022 року, почалося в січні 2023 року в Pinewood Studios. У фільмі використовується нова технологія генеративного штучного інтелекту під назвою Metaphysic Live, щоб змінювати обличчя та зменшувати вік акторів у режимі реального часу, коли вони виступають, замість використання додаткових методів обробки постпродакшну. 

## Реліз
Прем’єра «Тут і зараз» відбулася на фестивалі AFI Fest у китайському театрі TCL як центральний показ 25 жовтня 2024 року, наступного дня після того, як Земекіс отримав нагороду Режисера в центрі уваги від Американського інституту кіно. Кінотеатральний прокат фільму було заплановано компанією TriStar Pictures через Sony Pictures Releasing 1 листопада 2024 року. Спочатку його світова прем’єра мала відбутися в Лос-Анджелесі та Нью-Йорку 15 листопада 2024 року, після чого мав відбутись обмежений випуск у Сполучених Штатах 22 листопада 2024 року та ширший випуск 27 листопада 2024 року. У червні 2024 Sony Pictures перенесла широкий прокат фільму на 15 листопада 2024, а в серпні вони перенесли його на два тижні вперед до 1 листопада 2024. Інші дистриб’ютори випустять фільм на міжнародному рівні: Amazon MGM Studios займатиметься випуском фільму у Великій Британії, Австралії, Новій Зеландії та німецькомовній Європі, Eagle Pictures в Італії, Nordisk Film у Скандинавії та Huahua Media у Китаї. В офіційному трейлері фільму є ремікс пісні « I've Seen All Good People » англійської прогресив-рок групи Yes.

## Сприйняття

### Збори
У Сполучених Штатах і Канаді «Тут і зараз» дебютував зі зборами у 4,9 мільйонами доларів у 2647 кінотеатрах, посівши п’яте місце. Потім він фінішував на восьмому місці з 2,4 мільйона доларів на других вихідних (падіння на 51%), перш ніж випасти з топ-10 у наступні тижні. [4]

### Критика
На сайті-агрегаторі рецензій Rotten Tomatoes 38% зі 151 рецензії критиків є позитивними із середньою оцінкою 5,2/10. Консенсус веб-сайту гласить: «Хоча приємно бачити, як режисер Роберт Земекіс повертається до гуманістичного оповідання, сценічна зарозумілість «Тут і зараз» і надлишок видовищ позбавляє його емоційного резонансу». Metacritic, який використовує середньозважену оцінку, присвоїв фільму 40 зі 100, на основі 35 критиків, вказуючи на «змішані або середні» оцінки. Глядачі, опитані CinemaScore, поставили фільму середню оцінку «4–» за шкалою від 5+ до 1, тоді як опитані PostTrak, дали фільму 69% позитивних оцінок (в середньому три зірки з п’яти). [5]
Пітер Собчинський з RogerEbert.com дав фільму одну з чотирьох зірок і написав: «Ця робота настільки нудотна й химерна у своїх спробах зворушити вас, що коли ви ловите себе на думці, що єдине, що Земекіс не кинув у мікс, це крапля з «Нашого дому», він робить саме це». [6]
Письменник поп-культури Натан Рабін також дав фільму одну з п’яти зірок, написавши, що «Це провалюється як фільм, п’єса, експеримент і мистецька інсталяція. Це провалюється з усіх боків, в яких може провалитися фільм», і назвав його «ще однією сумною ілюстрацією творчого занепаду колись великого режисера».

### Нагороди
| Нагорода                                  | Дата церемонії | Категорія                   | Отримувач(і)                                                                                  | Результат    |
| ----------------------------------------- | -------------- | --------------------------- | --------------------------------------------------------------------------------------------- | ------------ |
| Міжнародний кінофестиваль у Чикаго        | 27 жовтня 2024 | Премія спадщини засновника  | Роберт Земекіс                                                                                | Присуджено   |
| Товариство фахівців із візуальних ефектів | 11 лютого 2025 | Нагорода за нові технології | Джо Плете, Оріел Фріго, Томас Кутскі, Маттео Олів’єро Денсі (за «Neural Performance Toolset») | В очікуванні |